# Pierantonino Berté
Pierantonino Berté (Milano, 6 novembre 1918 – Milano, 28 luglio 2015) è stato un giornalista, politico e poeta italiano.

## Biografia
È stato redattore del quotidiano cattolico “L'Italia”. Ha collaborato a vari giornali, e diretto due periodici politico-culturali (“Ricerca e problemi” – “Libera Proposta”) e un'agenzia di stampa (ALI – agenzia del lavoro italiano). È stato presidente dei comitati civici della diocesi di Milano e viene eletto consigliere comunale di Milano nel 1956.
Con la Democrazia Cristiana è poi eletto alla Camera dei deputati nel 1958, 1963, 1968, 1972. Nel 1976 ha richiesto di non essere più candidato. In parlamento si è interessato particolarmente di problemi inerenti alla scuola, alla cultura, all'assistenza, allo spettacolo; ha fatto parte per una legislatura della commissione di vigilanza sulle radiotelediffusioni. Ha partecipato all'attività di diverse istituzioni di carattere culturale.
Dal 1977 al 1980 è stato direttore generale della RAI, poi ha presieduto l'Istituto Luce-Italnoleggio cinematografico ed è stato consigliere d'amministrazione e presidente della Triennale di Milano.
Dopo lo scioglimento della Democrazia Cristiana, è passato al Partito Popolare Italiano e poi alla Margherita.
È morto il 28 luglio 2015 all'età di 96 anni.

## Pubblicazioni
Ha pubblicato quattro raccolte di poesie:
- Il posto dei poeti, 1988, Edizioni De Agostini;
- Al confine, 1991, Book Editore;
- A precisa ora, 1997, Book Editore;
- Scommesse, 2003, Book Editore